# Liste des hôtels particuliers de Nantes

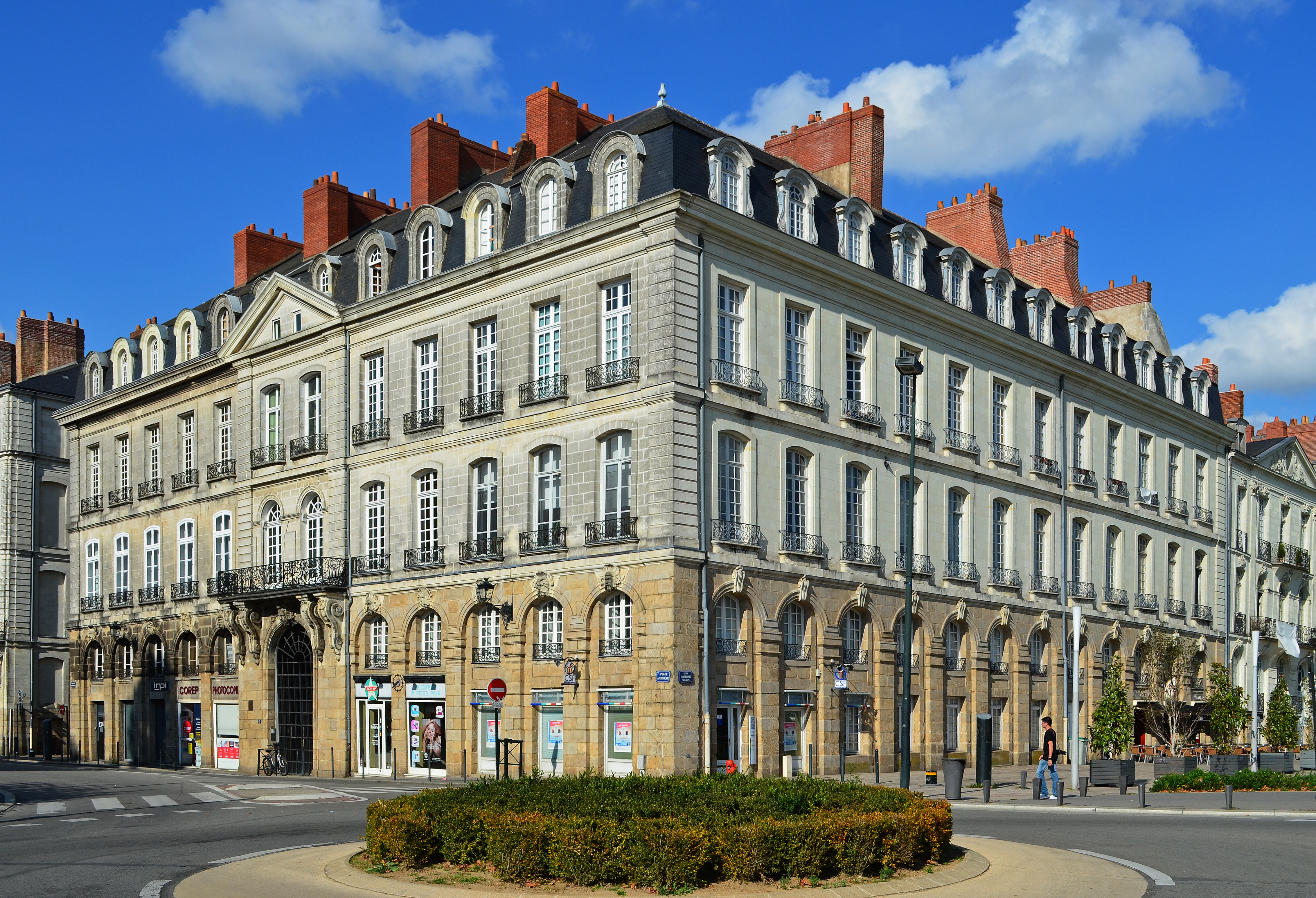
L'hôtel de La Villestreux.

La ville de Nantes compte de nombreux hôtels particuliers. Ces vastes et luxueuses résidences, généralement bâtie sur plusieurs étages, et conçue pour être occupée par une seule famille (ainsi que son personnel de maison), sont des témoins de la richesse de la ville et du port de Nantes. Un grand nombre d'entre eux sont protégés au titre des monuments historiques, d'autres ont disparu ou ont été détruits pendant la Seconde Guerre mondiale.
La liste suivante présentent les hôtels particuliers de Nantes dans l'ordre chronologique de leur construction.

## Liste des hôtels

### XVe–XVIIesiècle

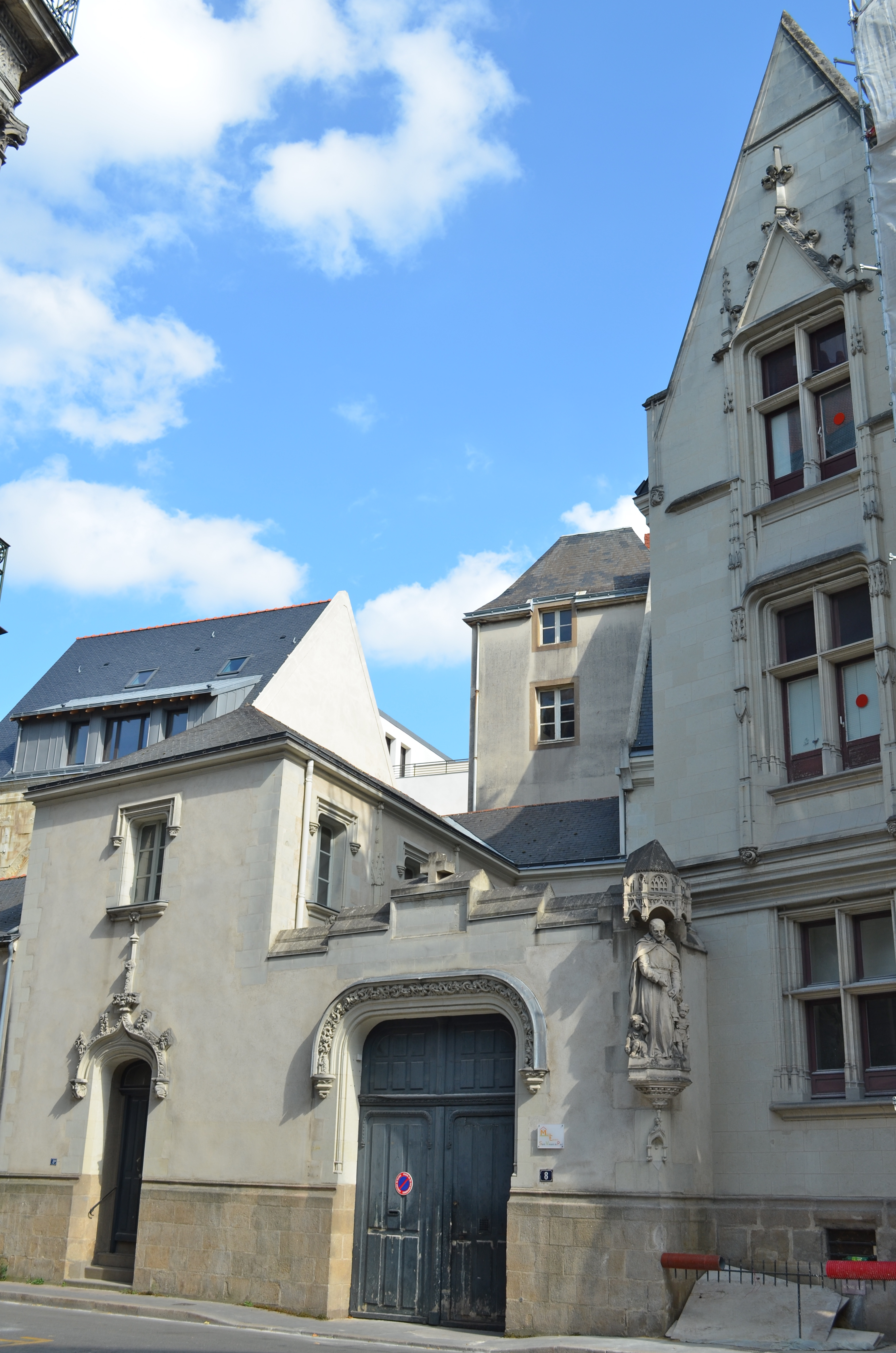
L'hôtel Saint-Aignan.

- hôtel de Châteaubriant (XVe siècle) ;
- hôtel Saint-Aignan (1472) ;
- hôtel de Bruc (XVe et XVIe siècles) ;
- maison des Tourelles (XVIe et XVIIe siècles), détruit en 1943 puis 1948 ;
- hôtel de l'Isle du Fief (XVIIe siècle) ;
- hôtel de Goulaine de Harrouys (Fin XVIIe siècle) ;
- hôtel de ville de Nantes (XVIIe et XXe siècles) ;

### XVIIIesiècle
- hôtel de Commequiers (XVIIIe siècle) ;
- hôtel Mellient (XVIIIe siècle) ;
- hôtel Saint-Pern (XVIIIe siècle) ;
- maison Charron (1740) ;
- hôtel O'Riordan (1742) ;
- maison Trochon ou hôtel des Zéphyrs (1742) ;
- Le temple du Goût.hôtel de La Villestreux (1743-1754)
- hôtel Grou (1747-1752) ;
- Immeuble Perraudeau (1752 ;
- temple du Goût (1753) ;
- hôtel Durbé (1756) ;
- hôtel Deurbroucq (1770) ;
- hôtel Maurice (1770) ;
- hôtel de Luynes (1770-1775) ;
- hôtel d'Aux (1772) ;
- maison Minée (1772) ;
- hôtel Ceineray (1773-1776) ;

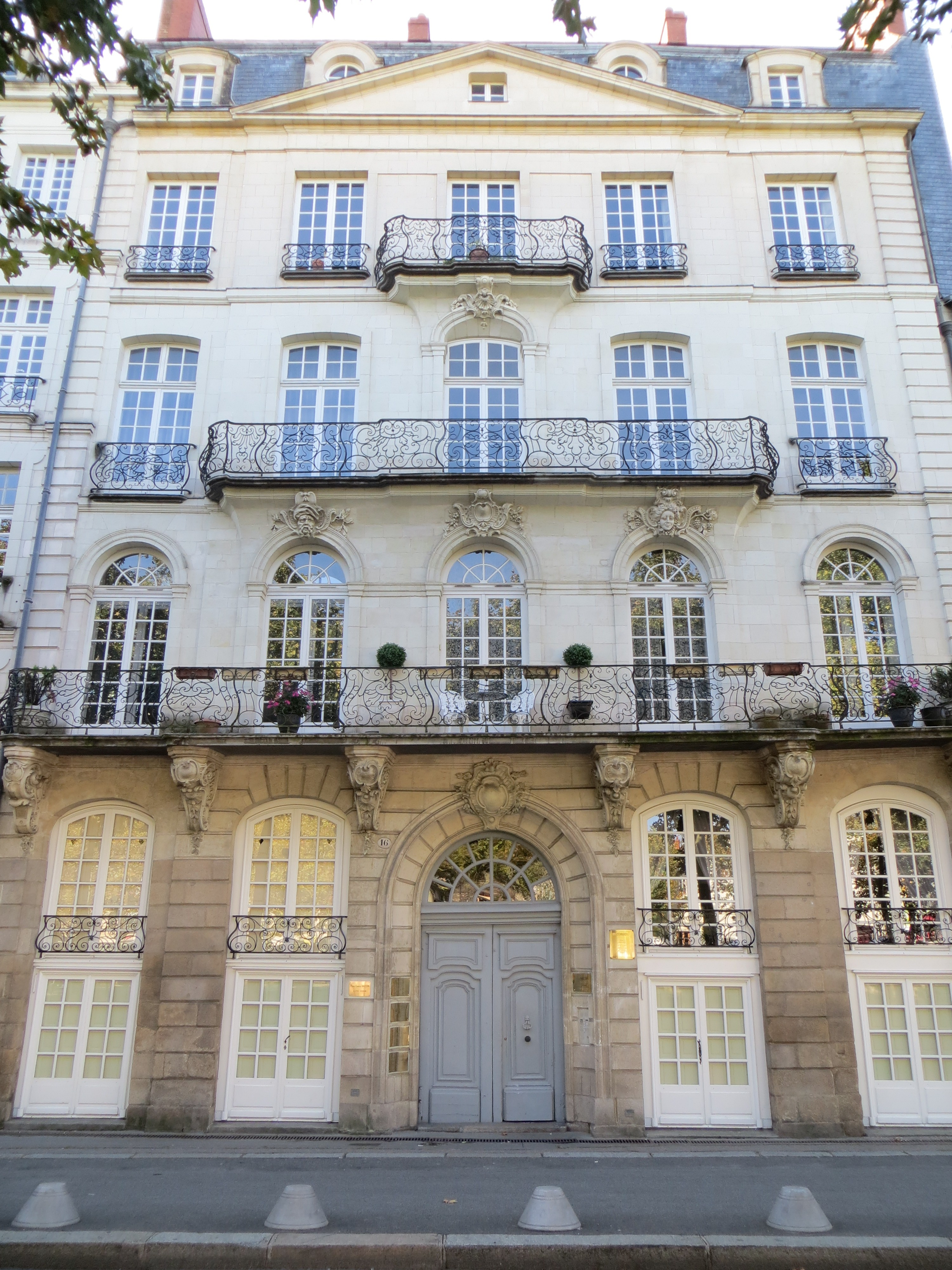
Le temple du Goût.

- hôtel Pépin de Bellisle (1773-1776) ;
- hôtel le Lasseur (1775) ;
- hôtel Cottin de Melleville (1777-1788) ;
- hôtel Cazenove de Pradines (1778) ;
- hôtel de la Pilorgerie (1778) ;
- hôtel Montaudouin (1783) ;

### XIXesiècle
- hôtel de Charette (1824) ;
- hôtel Maës (1827) ;
- hôtel Allard (1828) ;
- hôtel Blon-et-Amouroux (1828) ;
- L'hôtel Scheult.hôtel Philippe (1828) ;
- hôtel Scheult (1828) ;
- hôtel Vauloup (1828) ;

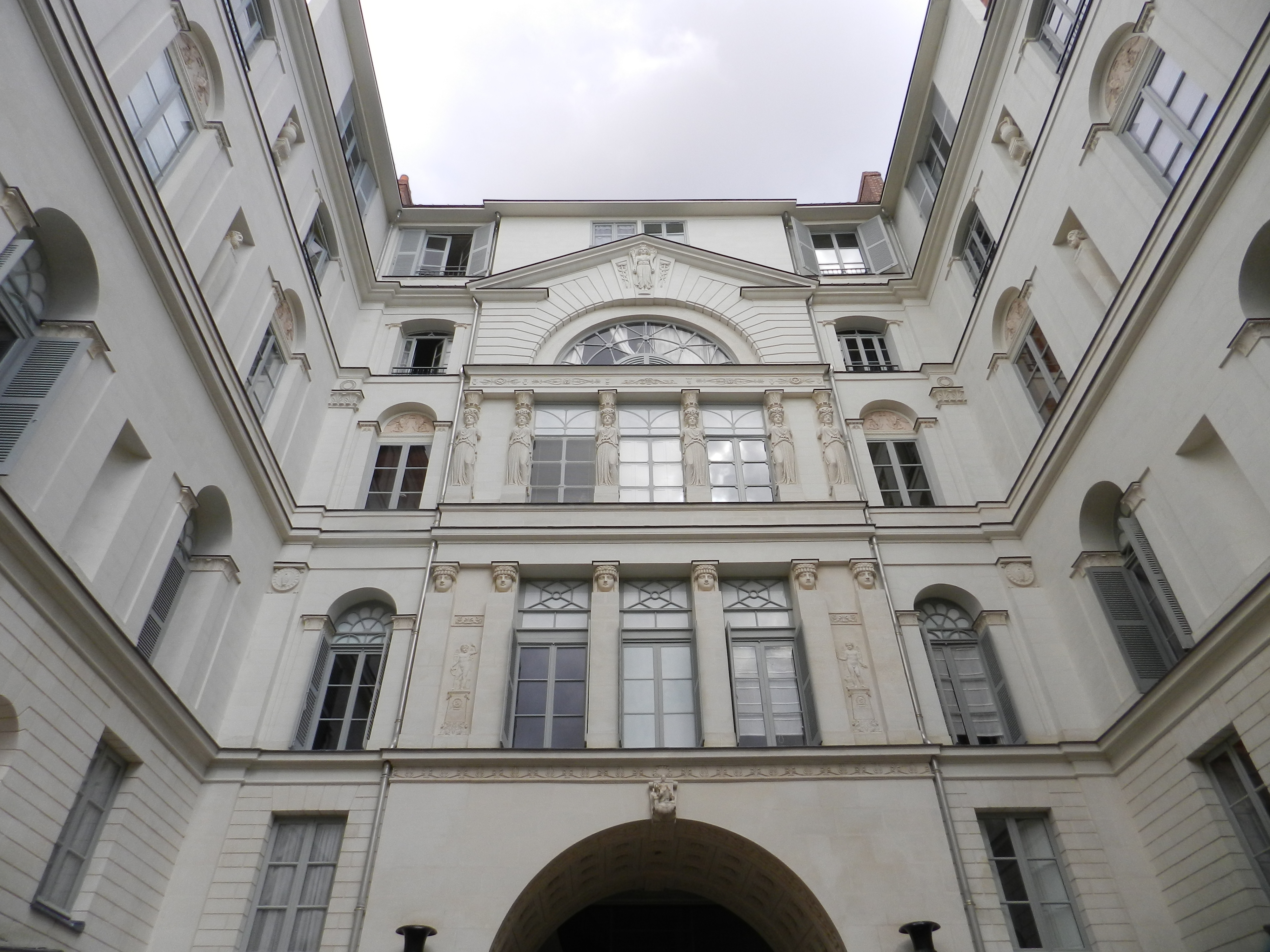
L'hôtel Scheult.

- hôtel Urvoy de Saint-Bedan (1840) ;
- hôtel Garreau (1845) ;
- hôtel de Sesmaisons-Lucinge (1858) ;
- hôtel Levesque (1871) ;
- hôtel Leglas-Maurice (1873-1885) ;
- hôtel de la Marine (1874) ;